# Episodi di Squadra speciale Lipsia (quinta stagione)
La quinta stagione della serie televisiva Squadra speciale Lipsia è stata trasmessa in anteprima in Germania dalla ZDF tra il 17 dicembre 2004 e il 18 marzo 2005.
| nº | Titolo originale           | Titolo italiano          | Prima TV Germania | Prima TV Italia |
| -- | -------------------------- | ------------------------ | ----------------- | --------------- |
| 1  | Die Tote aus Riga          |                          | 17 dicembre 2004  |                 |
| 2  | Homejacking                | L'imprenditore dell'anno | 14 gennaio 2005   |                 |
| 3  | Bücherwahn                 | Notte ombrosa            | 21 gennaio 2005   |                 |
| 4  | Risiken und Nebenwirkungen |                          | 28 gennaio 2005   |                 |
| 5  | Vaterliebe                 | La chiave del crimine    | 4 febbraio 2005   |                 |
| 6  | Die Polizistin             | La poliziotta            | 11 febbraio 2005  |                 |
| 7  | Vermisst                   | Il caso Sommer           | 18 febbraio 2005  |                 |
| 8  | Topstar gesucht!           | Cantanti allo sbaraglio  | 25 febbraio 2005  |                 |
| 9  | Florida                    | Florida                  | 4 marzo 2005      |                 |
| 10 | Made in China              | Made in China            | 11 marzo 2005     |                 |
| 11 | Abgetaucht                 | Gioco di squadra         | 18 marzo 2005     |                 |